# Marachina peonida
Marachina peonida is een vlinder uit de familie van de Lycaenidae. De wetenschappelijke naam van de soort werd als Thecla peonida in 1919 gepubliceerd door Draudt.